# Karen Dawisha
Karen Dawisha (Colorado, 2 de diciembre de 1949-11 de abril de 2018) fue una politóloga, académica y escritora estadounidense.

## Biografía
Recibió un bachelor de Universidad de Lancaster y un Ph.D. de la Escuela de Londres de Economía.

## Carrera
Sirvió como advisor en la Cámara de los Comunes británica del Comité de Asuntos Exteriores y miembro de Asuntos Internacionales del Consejo en Relaciones Extranjeras, y miembro del Personal de Planificación de Política y la Agencia de Asuntos Militares Políticos del Ministerio de asuntos exteriores de EE. UU. (1985-87). Hasta el verano de 2000 fue profesora en el Departamento de Gobierno y Política en la Universidad de Maryland y sirvió como Directora de su Centro para el Estudio de Sociedades poscomunistas. En 2014, Dawisha recibió atención considerable por su trabajo que detalla el ascenso y los delitos de Vladímir Putin. Fue profesora en el Departamento de Ciencia Política de la Universidad de Miami en Oxford, Ohio y directora de su Centro Havighurst para Estudios rusos y postsoviéticos.

### Controversia de publicación
Dawisha buscó publicar Putin Kleptocracy con la Cambridge Prensa Universitaria (CUP) con quienes anteriormente había publicado cinco libros e inicialmente aceptaron el manuscrito. Sin embargo, ese manuscrito de 500 páginas, del cual un tercio eran solo notas al pie, fue rechazado por CUP. Su editor, Jonathan Haslam, citó el riesgo legal de publicarlo en un correo electrónico del 20 de marzo. Más tarde, lo publicó Edward Lucas en The Economist.  Haslam escribió que «[d]ado el asunto polémico del libro, y su premisa básica que el poder de Putin está fundado en sus enlaces al delito organizado, no estamos convencidos de que hay una manera de reescribir el libro que nos daría la comodidad necesaria». Dawisha respondió que «uno de los importantes y reputables editores declina en proceder con un libro no debido a su calidad erudita... sino porque el asunto es demasiado caliente de manejar». Dawisha aclaró que su indignación no fue dirigida a CUP, pero en el clima en Gran Bretaña aquello queda como una «quema de libros preventiva». De modo similar, Financial Times señala «temer del Reino Unido reclamos inamistosos por calumniar». Más tarde, Dawisha, encontró un editor en Estados Unidos, donde las leyes por difamación son menos restrictivas.

## Otros trabajos
Otras publicaciones importantes incluyen: Rusia y los Estados Nuevos de Eurasia: La Política de Upheaval (Cambridge Prensa Universitaria, coauthored con Bruce Parrott, 1994); Europa Oriental, Gorbachov y Reforma: El Reto Grande, (Cambridge Prensa Universitaria,1989, 2.º ed., 1990); El Kremlin y la Primavera de Praga, (California Prensa Universitaria, 1984); La Unión soviética en el Oriente Medio: Política y Perspectivas, (Holmes y Meier para el Instituto Real para Asuntos Internacionales, 1982); soviético Del este-Dilemas europeos: Coercion, Competición, y Consentimiento, (Holmes y Meier para el Instituto Real para Asuntos Internacionales, 1981); y Política Extranjera soviética Hacia Egipto, (Macmillan, 1979).

## Ediciones
Como Directora del Proyecto Litoral ruso, Dawisha fue editora de serie (con Bruce Parrott) del décimo volumen "Política Internacional de Eurasia", publicado por M.E. Sharpe, y ha también editó varios volúmenes en aquella serie, incluyendo: Haciendo de Política Extranjera en Rusia y los Estados Nuevos de Eurasia, (coedited con Adeed Dawisha, 1995), El Fin de Imperio? La Transformación de la URSS en Perspectiva Comparativa, (coedited con Bruce Parrott); y La Dimensión Internacional de Correo Transiciones Comunistas en Rusia y los Estados Nuevos de Eurasia, (1997).

## Premios y membresías
Dawisha recibió membresías del MacArthur Fundación, el Consejo en Relaciones Extranjeras, el Consejo británico, y el Rockefeller Fundación. Se le otorga el premio de Profesor Distinguido de Investigaciones por la Universidad de Maryland. Financiando para el Proyecto Litoral ruso y el Proyecto de Democratización provinieron el MacArthur Fundación, la Fundación Ford, Fundación de Richardson del Smith, el Consejo de Búsqueda de Ciencia Social, Pew Confianzas Benéficas, la Dotación Nacional para las Humanidades, el Consejo americano para Aprendió Sociedades y el Ministerio de asuntos exteriores.

## Vida personal
Estuvo casada con Adeed Dawisha, un profesor de Irak especializado en política de Oriente Medio, también en la Universidad de Miami. Tuvieron dos hijos.[cita requerida]